# Брненские куранты
Брненские куранты (чеш. Brněnský orloj) — скульптура из чёрного камня, расположенная на главной площади чешского города Брно.
Памятник отсылает к событиям Тридцатилетней войны и символизирует неудавшуюся осаду города шведской армией в 1645 году.
Внутри памятника находится сложный механизм. Каждый день в одиннадцать часов утра раздаётся звон, и по статуе скатывается стеклянный шарик. Его можно поймать, просунув руки в одну из четырёх специальных щелей, и забрать с собой.
Памятник был открыт в 2010 году, его строительство длилось три года и обошлось в 12 миллионов чешских крон. Высота конструкции — шесть метров. Несмотря на то, что местные жители восприняли памятник неоднозначно, гостям города он пришёлся по вкусу и стал привлекательной для туристов достопримечательностью.